# Epikaste (Tochter des Kalydon)
Epikaste (altgriechisch Ἐπικάστη Epikástē) ist eine Person der griechischen Mythologie.
Sie ist die Tochter des Kalydon und der Aiolia und die Gattin des Agenor. Mit diesem hat sie die Kinder Porthaon und Demonike.

## Quelle
- Bibliotheke des Apollodor 1,7,7